# Eublemma perkeo
Eublemma perkeo is een vlinder van de familie van de spinneruilen (Erebidae). De wetenschappelijke naam van deze soort is voor het eerst voorgesteld door Lionel Walter Rothschild in een publicatie uit 1921.
De soort komt voor in tropisch Afrika waaronder Burkina Faso, Niger, Ethiopië, Oeganda, Kenia, Tanzania en Namibië.